# Вильгельм IV (граф Веймара)
Вильгельм IV Веймарский (нем. Wilhelm IV. von Weimar; ум. в 1062) — граф Веймара с 1039, пфальцграф Саксонии с 1042 и маркграф Мейсена с 1046, старший сын Вильгельма III, графа Веймара, и Оды, дочери маркграфа Саксонской Восточной марки Титмара II.

## Биография
В 1039 году Вильгельм унаследовал Веймар после смерти отца, в то время как его младшему брату Оттону был передан Орламюнде.
В 1042 году Вильгельм был назначен пфальцграфом Саксонии и находился на этой должности около года.
Согласно «Альтайхским анналам», в 1046 году после смерти маркграфа Эккехарда II император передал в лен графу Деди II фон Веттину, отчиму Вильгельма, две из трёх марок, которыми владел Эккехард, но удержал за собой Мейсен. В состав переданных Деди владений входили Саксонская Восточная (Лужицкая) марка, территории бывших Мерзебургской и Цайцской марок, входившие до этого в состав Мейсенской марки, а также Тюрингская марка. Позднее император передал Вильгельму IV Мейсенское маркграфство, а Деди уступил пасынку Тюрингскую марку.
После смерти императора Генриха III Чёрного в 1056 году, Вильгельм был верным сторонником Агнессы де Пуатье, регентши при её малолетнем сыне Генрихе IV. В 1060 году Вильгельм вместе с епископом Наумбург-Цайца Эберхардом возглавил поход против восставшего Белы, брата короля Венгрии Андраша I. В сражении недалеко от Визельбурга Андраш погиб, а его немецкие союзники были разбиты. Вильгельм, проявив храбрость в сражении, попал в плен вместе с Эберхардом. Сын Белы, Геза I, уговорил своего отца не только освободить маркграфа, но и посватать ему Софию, дочь Белы. Однако брак не состоялся, так как Вильгельм заболел и умер на пути домой в 1062 году. Владения Вильгельма наследовал его брат Оттон.